# Hummus

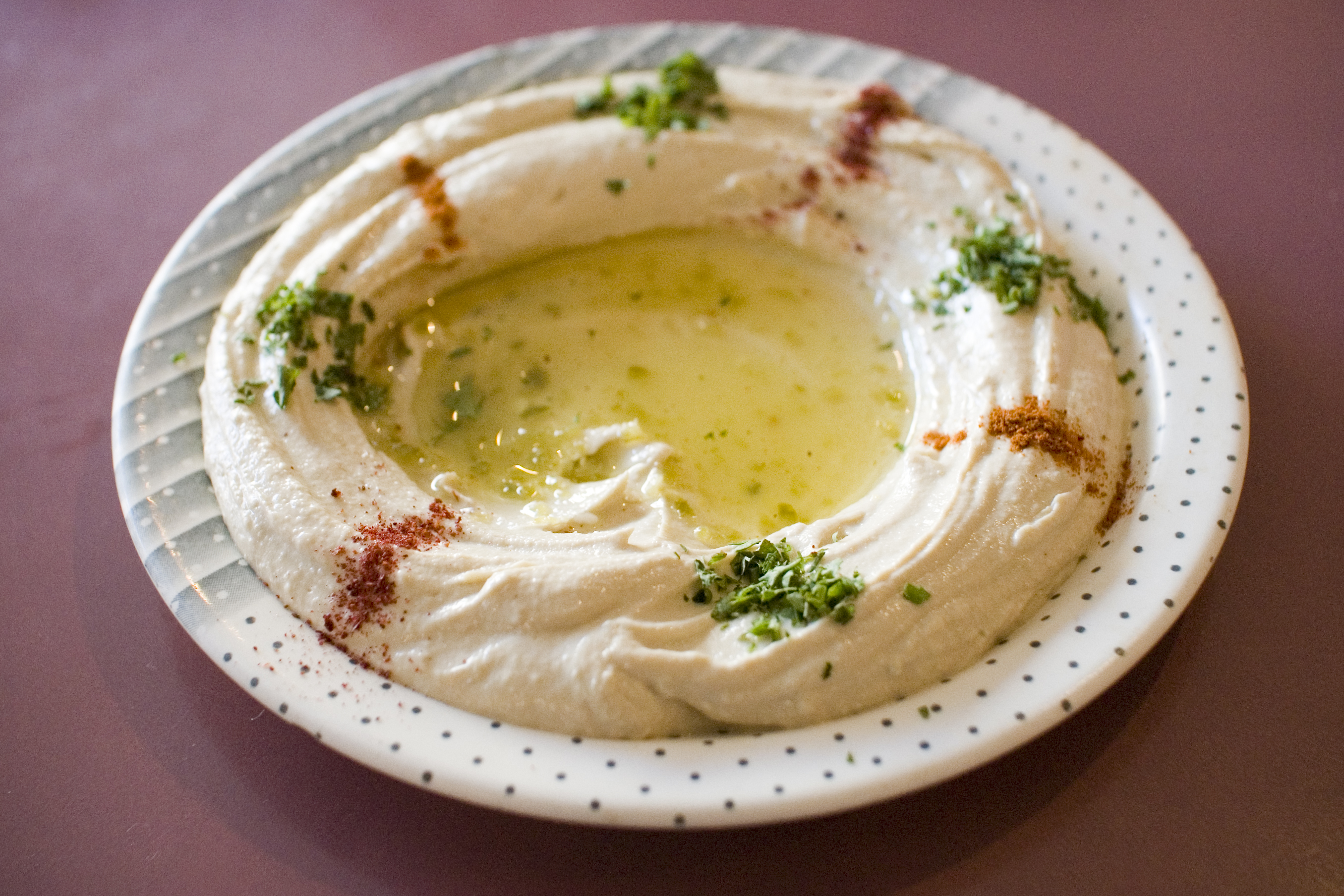
Hummus met olijfolie, citroensap, komijn en groene kruiden

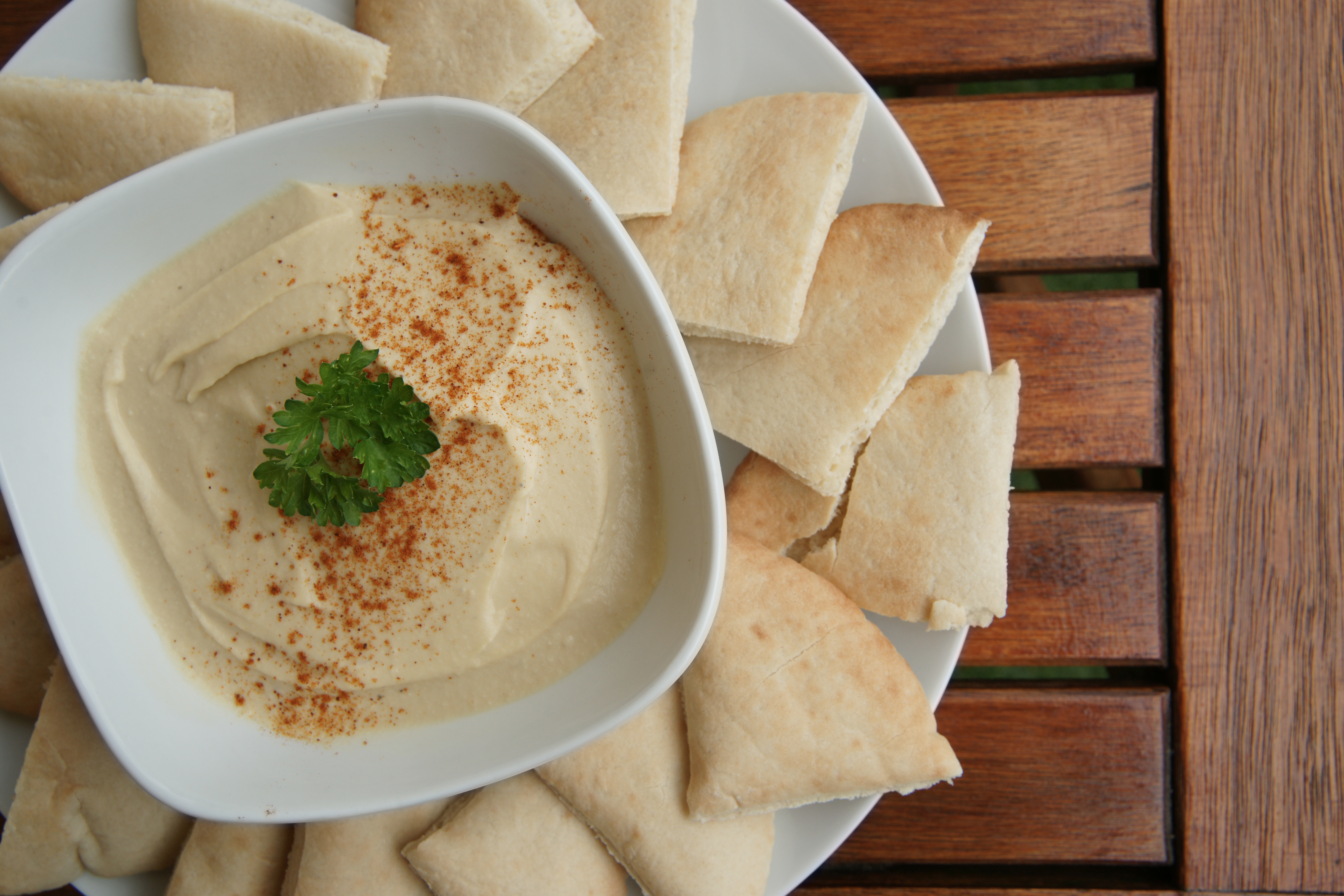
Hummus geserveerd met pitabrood

Hummus (Arabisch حمص بطحينة, hommos bi tahina; Hebreeuws חומוס, choemoes) is een puree op basis van kikkererwten, sesamzaadsaus (tahin) en enkele andere ingrediënten.
Het woord wordt ook wel geschreven als humus, hoummous of hoemoes, maar die spelwijzen komen niet voor in het Groene Boekje.
Hummus is afkomstig uit de Levant, als onderdeel van de Libanese en Syrische keuken, maar populair in het hele Midden-Oosten en Noord-Afrika. Ook in Europa, waaronder Nederland en België, wordt het gegeten. Het is bijna overal verkrijgbaar in verse vorm of in blik.
Hummus wordt onder andere met pitabrood gegeten. Over een bord hummus wordt meestal wat olijfolie gegoten. Zo'n bord wordt bovendien vaak versierd met wat peterselie, groenten en/of (saus van) scherpe peper. Hummus wordt ook als dip bij falafel geserveerd.
Enkele gerechten op basis van hummus:
- hummus met tahina - hummus met een extra portie tahina eroverheen
- hummus masabacha - hummus met hele kikkererwten erdoorheen; dit gerecht wordt soms warm opgediend
- hummus met foel - hummus met warme bruine bonen.